# هراويات البطن برينسبس
هراوية البطن برينسبس هو نوع من اليعسوب في عائلة هراويات البطن وتعرف بسنبليات الذيل. مستوطنها المغرب. موطنها الطبيعي الأنهار. وهي من اليعسوبيات مهددة بفقدان الموائل.